# Mutia
Mutia (en cebuano: Mutyà) es un municipio de Sexta Clase de la provincia en Zamboanga del Norte, Filipinas. De acuerdo con el censo del 2000, tiene una población de 9,806 en 1,889 hogares. 

## Barangayes
Mutia está políticamente subdividido en 16 barangayes.
| - Alvenda - Buenasuerte - Diland - Diolen - Head Tipan - Nuevo Casul - Nuevo Siquijor - Newland | - Paso Río - Población - San Miguel - Santo Tomás - Tinglan - Totongon - Tubac - Unidos |